# José Sardinha
José Geraldo da Silva Sardinha (Vila Nova de Gaia, 1845 – 1906) foi um arquitecto português.

## Biografia
José Geraldo da Silva Sardinha nasceu no lugar de Mexedo, na freguesia de Pedroso, concelho de Vila Nova de Gaia, a 13 de Fevereiro de 1845. Filho do Mestre pedreiro, Francisco Geraldo da Silva Sardinha e Maria Pedrosa. Neto paterno de outro Mestre pedreiro, João da Silva Sardinha e Ana dos Santos Oliveira.
Fez os seus estudos liceais no Instituto Industrial, no Porto, e cursou Arquitectura Civil na Academia Portuense de Belas Artes (1863-1867), tendo como mestres nesta academia Manuel José Carneiro e Manuel de Almeida Ribeiro.
Em 1867 concorre a uma pensão da Academia Portuense de Belas Artes tendo ficado em primeiro lugar.
Parte para Paris na companhia de António Soares dos Reis. Nesta cidade fez o exame de admissão à École des Beaux-Arts (1870) e tem a oportunidade de frequentar o ateliê Questel-Pascal, infelizmente os seus estudos são interrompidos com o deflagrar da Guerra Franco-Prussiana.
Regressa a Portugal em dezembro de 1870 e vai reger a cadeira de Arquitetura Civil da Academia Portuense de Belas Artes.
Casa a 16 de outubro de 1871 na sua freguesia natal com Dona Lucinda Leopoldina da Silva Mengo.
Em 1873 volta novamente a Paris e em resultado do seu trabalho é premiado pela École des Beaux-Arts. Neste período envia para a Academia Portuense de Belas Artes alguns trabalhos que atualmente se encontram no arquivo da Faculdade de Belas Artes da Universidade do Porto.
Terminado o seu período de formação em Paris volta a Portugal onde vai trabalhar e dirigir no Porto importantes obras como o Palácio Episcopal, a Escola Médico-Cirúrgica, a Igreja do Bonfim, a Igreja da Trindade, entre outras.
Venceu ainda o concurso para a construção do Santuário vimarense de São Torcato, projetou o Grande Hotel do Porto situado na Rua de Santa Catarina, construiu o Colégio dos Órfãos de São Caetano no Largo Paulo Osório, em Braga (1880), planeou o Teatro Sá de Miranda (1881) em Viana do Castelo e propôs uma ampliação da Biblioteca Pública Municipal do Porto mas que não teve efeito.
Foi ainda docente na Academia Portuense de Belas Artes (1878) tendo sido colega dos mestres Marques de Oliveira e Soares dos Reis e professor de Miguel Ventura Terra (1866-1919) e de José Marques da Silva (1869-1947).
Projectou o Seminário Diocesano de Nossa Senhora do Rosário dos Carvalhos (1884-1911), instituição de ensino religioso fundado pelo Cardeal D. Américo Ferreira dos Santos Silva, cuja obra se iniciou a a 3 de Setembro de 1883, sob a direcção do Arquitecto José Geraldes da Silva Sardinha e inaugurado a 16 de Novembro de 1884 no lugar de Carvalhos, na freguesia de Pedroso, Município de Vila Nova de Gaia.
José Sardinha faleceu a 28 de Novembro de 1906, com a idade de 61 anos, na Rua do Bonjardim, Porto